# Rio Prêto (vattendrag i Brasilien, Amazonas, lat -0,13, long -64,10)
Rio Prêto är ett vattendrag i Brasilien.   Det ligger i delstaten Amazonas, i den nordvästra delen av landet, 2 500 km nordväst om huvudstaden Brasília.
I omgivningen kring Rio Prêto växer i huvudsak städsegrön lövskog. Området är nästan obefolkat, med mindre än två invånare per kvadratkilometer.